# 癒されBar若本
『癒されBar若本』（いやされバーわかもと）は、声優の若本規夫がパーソナリティを務めたインターネットラジオ番組(アニラジ) である。
2007年10月12日に第0回、11月9日に第1回を配信、2008年12月26日に最終回（第28回）を配信しいったん終了した。
2009年1月9日から2010年8月15日まで『癒されBar若本シーズンZwei』（シーズン2）が、2011年8月3日から『癒されBar若本～風のワンダラー～』（シーズン3）が配信。

## 概要
セル上の貴公子、マスター若本（セルジオ若本）とピンキーによって、リスナーを癒してしまおうという番組。毎回ゲストにはお酒が振舞われ、ゲストとのトークを繰り広げる。パーソナリティの若本は男子禁制のラジオとしている。通常のインターネットラジオとは違う放送形態をとっており、リスナーはホームページからmp3形式のファイルが含まれた圧縮ファイルをダウンロードして聴取する。カフェ＆バー『Two-Face』を録音場所としており、アシスタントパーソナリティである三好りえがアンドロイド・バーテンダーと呼ばれるのは、この店の従業員がDOLLと呼ばれることに起因している。

### 配信時間
(2008年5月時点)
インターネット 00:00～24:00
第0回は2007年10月12日配信開始、約25分。第1回からは2007年11月から毎月第2・第4金曜日に更新、約40～50分。

### スタッフ
- パーソナリティ：若本規夫
- アシスタントパーソナリティ：三好りえ

### 製作
Beatniks

## 禁止事項
「○○の役の声をやってください」「○○のだれだれの真似をして下さい」という要望。若本曰く「仕事としてマイクの前に立つのであって余技としてそれをやるのはエチケット違反かな」とのこと。（第0回/10月12日）

## コーナー
番組は大きく分けて3部構成である。

### オープニング
若本の渋い言葉からはじまる。吉永小百合ネタが非常に多い。
アンドロイド・バーテンダー三好のスイッチを入れることにより、番組が始まる。回を追うごとにこの設定は忘れられて来ている。

### コーナー
（2007年11月）
癒されカクテルおりじなる
第0回・第1回から奇数回。
リスナーやゲストから提供されたテーマを元にバーテンダー・三好りえことピンキーがオリジナルカクテルをつくるコーナー。
若本降臨！
第1回から。
リスナーからのお便りに書かれた、日々の生活の中で言ってしまった若本っぽい事を紹介するコーナー。たまに、若本がその言葉を若本っぽく読み上げてくれる。
ポエムトーク
第1回から。
リスナーから寄せられた詩を若本やゲストが読み上げる。
ふつおた
第1回から。
リスナーからのお便りを読み上げるコーナー。ゲストへの質問などが多い。若本曰く「ふつおたは苦手」だということ。
ラジオドラマ
第2回から偶数回・第13回。
マスター若本とゲストのミニラジオドラマで、現在は主に新旧の舞台作品の一部が演じられる。なお、この脚本も他のコーナー同様に募集を行なっている。

### エンディング
ピンキーのスイッチをオフにした後、若本の語りで締めくくられる。

## ゲスト
1ヶ月（2回）単位で同じゲストが登場する。
| 回     | 日                   | ゲスト                 |                                                          |
| ------ | -------------------- | ---------------------- | -------------------------------------------------------- |
| 01,02  | 2007年11月09日・23日 | 白石涼子               |                                                          |
| 03,04  | 2007年12月14日・28日 | 岡本麻弥，飯塚康一     |                                                          |
| 05,06  | 2008年01月11日・25日 | 桑谷夏子               |                                                          |
| 07,08  | 2008年02月08日・22日 | 井上喜久子             |                                                          |
| 09,10  | 2008年03月14日・28日 | 中島沙樹，中村悠一     |                                                          |
| 公録回 | 2008年03月29日       | 桑谷夏子               | 東京国際アニメフェア2008で公録                           |
| 11,12  | 2008年04月11日・25日 | 恒松あゆみ，下山吉光   |                                                          |
| 13,14  | 2008年05月09日・23日 | 池田昌子               | 13回の初めで若本が声優業をやるきっかけを話した           |
| 15,16  | 2008年06月13日・27日 | 雪野五月               |                                                          |
| 17,18  | 2008年07月11日・25日 | 植田佳奈               |                                                          |
| 19,20  | 2008年08月08日・22日 | 福山潤                 | ＃19には「声優口演inしたコメ」宣伝のため羽佐間道夫も出演 |
| 21,22  | 2008年09月12日・26日 | 木村郁絵，稲田徹       |                                                          |
| 23,24  | 2008年10月10日・24日 | かないみか             |                                                          |
| 公録   | 2008年11月01日       | ゆかな                 | 癒されBar若本 in 大阪アニミックス                        |
| 25,26  | 2008年11月14日・28日 | 水樹奈々               |                                                          |
| 27,28  | 2008年12月12日・26日 | 小清水亜美，福井裕佳梨 |                                                          |

## アシスタント
- ＃01,02 前田綾乃
- ＃03,04 RINA
- ＃05,06 藤田咲
- ＃07,08 秋野かほり
- ＃13,14 武虎
- ＃19,20 廣田詩夢
- ＃25,26 高本めぐみ

## 製作されたカクテル
価格は全て1,200円である。
- ＃00 「wakamoto Cat's Eye」
- ＃01 「ハヤテのごとく!ぶるぅぅうぅ」
- ＃03 「オカヅカ-カクテル」
- ＃05 「こつまなんきん」
- ＃07 「クレメンタイン」
- ＃09 「ストロング・ストロベリー・パワー」
- ＃11 「シルキースキン」
- ＃13 「オードリー」
- ＃15 「ひぐらし鳴く」
- ＃17 「カナカナ」
- ＃19 「falling tears」
- ＃21 「ラスボス」
- ＃23 「ベーゼメカラッタ」
- ＃25 「いとしのナナ」
- ＃27 「モテオーラ」

## DJCD
全て2枚組で1枚目がオーディオCD、2枚目がデータCD(MP3形式)
- 「癒されBar若本 the CD vol.01」（2008年8月29日発売）
  1. 三好りえと若本規夫による歌＋特別版ラジオ
  2. 0回から10回と公開録音『東京国際アニメフェア』を収録。
- 「癒されBar若本 the CD vol.02」（2009年4月24日発売）（2009年6月14日に東京都中野区なかのzero「もみじ山文化センター」大ホールで行われる公開録音の応募券が同封）
  1. CDドラマ『誰知らず～戦国散華異聞～』・『鬼を呼ぶ』
  2. 11回から20回と公開録音『癒されBar若本 in 大阪アニミックス』を収録。
- 「癒されBar若本 the CD vol.03」（2009年8月28日発売）（コミックマーケット76にて先行発売）
  1. Zweiパーソナリティによる歌＋公開録音『癒されBar若本 in なかのzero』
  2. 21回から28回（およびZweiの29回から30回）までを収録。